# ペルーの首相
閣僚評議会議長（スペイン語: Presidente del Consejo de Ministros del Perú 英語: President of the Council of Ministers of Peru、Premier）は、ペルーの政府の長たる首相。

## 概要
大統領が公布する法は閣僚評議会の承認なしに施行されない。閣僚評議会議長は政府報道官であり、予算の確認と内閣の調整を行うことが職責である。大統領が職務不能の際は直ちに閣僚評議会は辞職しなければならない。なお、フランスのような半大統領制ではないため、職権を増強すべきと議論されている。

## 一覧
| #   | 氏名                                                              | 着任           | 離任                   | 大統領                                   |
| --- | ----------------------------------------------------------------- | -------------- | ---------------------- | ---------------------------------------- |
| 1   | ファン・マヌエル・デルマール・ベルネド                            | 1856年12月     | 1857年                 | ラモン・カスティリャ                     |
| 2   | ホセ・マリア・ライガダガロ （1回目）                              | 1857年         | 1858年7月15日          | ラモン・カスティリャ                     |
| 3   | ミゲル・デ・サン・ロマン                                          | 1858年7月15日  | 1858年10月             | ラモン・カスティリャ                     |
| 2   | ホセ・マリア・ライガダガロ （2回目）                              | 1858年10月     | 1861年                 | ラモン・カスティリャ                     |
| 4   | フアン・アントニオ・ペゼット                                      | 1861年         | 1863年                 | ラモン・カスティリャ                     |
| 4   | フアン・アントニオ・ペゼット                                      | 1861年         | 1863年                 | ミゲル・デ・サン・ロマン                 |
| 4   | フアン・アントニオ・ペゼット                                      | 1861年         | 1863年                 | ラモン・カスティリャ                     |
| 4   | フアン・アントニオ・ペゼット                                      | 1861年         | 1863年                 | ペドロ・ディーツ・カンセコ               |
| 5   | フアン・アントニオ・エストラーダ・リベイロ                        | 1863年         | 1864年8月              | フアン・アントニオ・ペゼット             |
| 6   | ホセ・マヌエル・アルセコスタス                                    | 1864年8月      | 1865年4月11日          | フアン・アントニオ・ペゼット             |
| 7   | マヌエル・イグナシオ・デ・ビバンコ                                | 1865年4月11日  | 1865年9月              | フアン・アントニオ・ペゼット             |
| 7   | マヌエル・イグナシオ・デ・ビバンコ                                | 1865年4月11日  | 1865年9月              | マリアーノ・イグナシオ・プラド           |
| 7   | マヌエル・イグナシオ・デ・ビバンコ                                | 1865年4月11日  | 1865年9月              | フアン・アントニオ・ペゼット             |
| 8   | ペドロ・ホセ・カルデロン                                          | 1865年9月      | 1865年11月8日          |                                          |
| 9   | マリアーノ・イグナシオ・プラド                                    | 1865年11月8日  | 1867年6月              | ペドロ・ディーツ・カンセコ               |
| 9   | マリアーノ・イグナシオ・プラド                                    | 1865年11月8日  | 1867年6月              | マリアーノ・イグナシオ・プラド           |
| 10  | ペドロ・ホセ・デ・サアベドラ                                      | 1867年6月      | 1868年1月              |                                          |
| 11  | ルイス・ゲート                                                    | 1868年1月      | 1868年1月8日           |                                          |
| 12  | アントニオ・アレナス （1回目）                                    | 1868年1月8日   | 1868年8月2日           | ペドロディーツカンセコ                   |
| 13  | ホセ・バルタ                                                      | 1868年8月2日   | 1871年8月              | ホセ・バルタ                             |
| 14  | ホセ・アジェンデ                                                  | 1871年8月2日   | 1872年                 | ホセ・バルタ                             |
| 15  | ホセ・ホルヘ・ロアイザ （1回目）                                  | 1872年         | 1872年                 | フランシスコ・ディーツ・カンセコ         |
| 15  | ホセ・ホルヘ・ロアイザ （1回目）                                  | 1872年         | 1872年                 | マリアーノ・エレンシア・ザヴァロス       |
| 16  | ホセ・ミゲル・メディナ                                            | 1872年8月2日   | 1873年9月              | マヌエル・パルド                         |
| 17  | ホセ・サンチェスエウゼビオペドラザ                                | 1873年9月3日   | 1874年                 | マヌエル・パルド                         |
| 18  | ホセ・デ・ラ・リバ・アグエロ・Y・ロズ・コルスワレン               | 1874年         | 1875年                 | マヌエル・パルド                         |
| 19  | ニコラス・ネイラ・フレイレ                                        | 1875年         | 1876年                 | マヌエル・パルド                         |
| 12  | アントニオ・アレナス （2回目）                                    | 1876年8月2日   | 1876年8月26日          | マリアーノ・イグナシオ・プラド           |
| 20  | テオドロ・ラ・ロサ                                                | 1876年8月26日  | 1877年6月4日           | マリアーノ・イグナシオ・プラド           |
| 21  | ホアン・ブエンディアノ・リエガ                                    | 1877年6月4日   | 1878年6月18日          | マリアーノ・イグナシオ・プラド           |
| 15  | ホセ・ホルヘ・ロアイザ （2回目）                                  | 1878年6月18日  | 1878年12月17日         | マリアーノ・イグナシオ・プラド           |
| 22  | マヌエル・イリゴイェン・ラレア （1回目）                          | 1878年12月17日 | 1879年5月19日          | マリアーノ・イグナシオ・プラド           |
| 23  | マヌエル・デ・メンディブル                                        | 1879年5月19日  | 1879年10月16日         | マリアーノ・イグナシオ・プラド           |
| 24  | マヌエル・ゴンザレス・デ・ラ・コテラ                              | 1879年10月16日 | 1879年12月23日         | マリアーノ・イグナシオ・プラド           |
| 25  | アウレリオ・デネグリ・ヴァレガ （1回目）                          | 1881年3月      | 1881年11月             | フランシスコ・ガルシア・カルデロン       |
| 26  | ロレンツォ・イグレシアスピノ・デ・アルセ                          | 1883年1月3日   | 1883年8月27日          | リザルド・モンテロフローレス             |
| 27  | マヌエル・アントニオ・バリナガ （1回目）                          | 1883年8月27日  | 1884年4月7日           | リザルド・モンテロフローレス             |
| 27  | マヌエル・アントニオ・バリナガ （1回目）                          | 1883年8月27日  | 1884年4月7日           | アンドレス・アベリーノ・カセレス         |
| 28  | マリアーノ・イグレシアス・カストロ・サルジバル                    | 1885年5月14日  | 1884年4月7日           |                                          |
| 29  | ホアキン・イグレシアスピノ・デ・アルセ                            | 1885年5月14日  | 1885年12月3日          |                                          |
| 12  | アントニオ・アレナス（3回目）                                     | 1885年12月3日  | 1886年6月5日           | 兼任                                     |
| 30  | ペドロ・アレハンド・ソーラー・ガバンス （1回目）                  | 1886年6月5日   | 1886年10月6日          | アンドレス・アベリーノ・カセレス         |
| 31  | ホセ・ニコラス・アラニバル・リャノ                                | 1886年10月6日  | 1886年11月22日         | アンドレス・アベリーノ・カセレス         |
| 30  | ペドロ・アレハンド・ソーラー・ガバンス （2回目）                  | 22 1886年11月  | 1887年8月22日          | アンドレス・アベリーノ・カセレス         |
| 32  | マリアーノ・アルバレス・サントス・ビジェガス                      | 1897年8月22日  | 1887年9月12日          | アンドレス・アベリーノ・カセレス         |
| 33  | カルロス・エリアス・マリアタナ （1回目）                          | 1887年9月12日  | 1887年10月5日          | アンドレス・アベリーノ・カセレス         |
| –   | ライムンド・モラレスアリアス （暫定）                             | 1887年10月5日  | 1887年11月8日          | アンドレス・アベリーノ・カセレス         |
| 25  | アウレリオ・デネグリ・ヴァレガ （2回目）                          | 1887年11月8日  | 1889年3月8日           | アンドレス・アベリーノ・カセレス         |
| 34  | ホセ・マリアーノ・ヒメネスワルド （1回目）                        | 1889年3月8日   | 1889年4月4日           | アンドレス・アベリーノ・カセレス         |
| 30  | ペドロ・アレハンド・ソーラー・ガバンス （3回目）                  | 1889年4月4日   | 1890年2月10日          | アンドレス・アベリーノ・カセレス         |
| 22  | マヌエル・イリゴイェン・ラレア （2回目）                          | 1890年2月11日  | 1890年8月10日          | アンドレス・アベリーノ・カセレス         |
| 35  | アウグスト・ワーマン・ベラスコ・ビリングウルスト                  | 1890年8月10日  | 1891年7月24日          | レミジオ・モラレス・ベルムデス           |
| –   | アルベルト・フェルナンデス・デ・コルドバエルモア（代理）          | 1891年7月24日  | 1891年8月14日          | レミジオ・モラレス・ベルムデス           |
| 36  | フェデリコ・エレーラ（1回目）                                     | 1891年8月1日   | 1891年8月24日          | レミジオ・モラレス・ベルムデス           |
| 37  | ユスティニアヌス・ボルゴノ                                        | 1891年8月24日  | 1891年10月14日         | レミジオ・モラレス・ベルムデス           |
| –   | フェデリコ・エレーラ                                              | 1891年10月14日 | 1891年11月27日（代理） | レミジオ・モラレス・ベルムデス           |
| 36  | フェデリコ・エレーラ                                              | 1891年11月27日 | 1892年4月14日          | レミジオ・モラレス・ベルムデス           |
| –   | フアン・イバラ                                                    | 1892年4月14日  | 1892年5月2日（代理）   | レミジオ・モラレス・ベルムデス           |
| 38  | フアン・イバラ                                                    | 1892年5月2日   | 1892年6月30日          | レミジオ・モラレス・ベルムデス           |
| 33  | カルロス・エリアス・マリアタナ （2回目）                          | 1892年6月30日  | 1893年3月3日           | レミジオ・モラレス・ベルムデス           |
| 39  | セオアナ・マヌエル・ベラード                                      | 1893年3月3日   | 1893年5月11日          | レミジオ・モラレス・ベルムデス           |
| 34  | ホセ・マリアーノ・ヒメネスワルド （2回目）                        | 1893年5月11日  | 1894年4月1日           | レミジオ・モラレス・ベルムデス           |
| 40  | バルタサル・ガルシア・ウルティア                                  | 1894年4月1日   | 1894年8月10日          | ユスティニアヌス・ボルゴノ               |
| 41  | チェザーレオ・チャカルタナ・レイエス （1回目）                    | 1894年8月10日  | 1894年11月16日         | アンドレス・アベリーノ・カセレス         |
| 22  | マヌエル・イリゴイェン・ラレア （3回目）                          | 1894年11月16日 | 1895年3月20日          | アンドレス・アベリーノ・カセレス         |
| 42  | アントニオ・ベンティン・ソウルセ                                  | 1895年9月8日   | 1895年11月30日         | ニコラス・ピエロラ                       |
| 27  | マヌエル・アントニオ・バリナガ （2回目）                          | 1895年11月30日 | 1896年8月8日           | ニコラス・ピエロラ                       |
| 43  | マヌエル・パブロ・ゲレロ・オラエチェア                            | 1896年8月8日   | 1897年11月25日         | ニコラス・ピエロラ                       |
| 44  | アレハンドロ・ロペス・デ・ロマーナ・アルヴィズリ                  | 1897年11月25日 | 1898年5月16日          | ニコラス・ピエロラ                       |
| 15  | ホセ・ホルヘ・ロアイザ （3回目）                                  | 1898年5月16日  | 1899年9月8日           | ニコラス・ピエロラ                       |
| 45  | マヌエル・マリア・ガルベス・エグスクイザ                          | 1899年9月8日   | 1899年12月14日         | エドゥアルド・ロペス・デ・ロマーナ       |
| 46  | エンリケ・デ・ラ・リバ・アグエロ・Y・ロズ・コルスワレン （1回目） | 1899年12月14日 | 1900年8月30日          | エドゥアルド・ロペス・デ・ロマーナ       |
| 47  | エンリケ・コルテス・コロネル・ザガルラ                            | 1900年8月30日  | 1900年10月2日          | エドゥアルド・ロペス・デ・ロマーナ       |
| 48  | アルメナラ・ドミンゴ・M・バトラー                                 | 1900年10月2日  | 1901年9月11日          | エドゥアルド・ロペス・デ・ロマーナ       |
| 41  | チェザーレオ・チャカルタナ・レイエス （2回目）                    | 1901年9月11日  | 1902年8月9日           | エドゥアルド・ロペス・デ・ロマーナ       |
| 49  | チェザーレオ・オクタビオ・デウストゥア・ エスカルザ               | 1902年8月9日   | 1902年11月4日          | エドゥアルド・ロペス・デ・ロマーナ       |
| 50  | エウジェニオ・ラルラブレ・ウナヌー                                | 1902年11月4日  | 1903年9月8日           | エドゥアルド・ロペス・デ・ロマーナ       |
| 51  | ホセ・パルド・Y ・バルレダ                                        | 1903年9月8日   | 1904年5月14日          | マヌエル・カンダモ                       |
| 51  | ホセ・パルド・Y ・バルレダ                                        | 1903年9月8日   | 1904年5月14日          | セラピオ・カルデロン                     |
| 52  | アルベルト・フェルナンデス・デ・コルドバエルモア                  | 1904年5月14日  | 1904年9月24日          |                                          |
| 53  | アウグスト・ディーノ・レグイア・サルセド                          | 1904年9月24日  | 1907年8月              | ホセ・パルド・Y・ バルレダ               |
| 54  | アグスティン・トバー                                              | 1907年8月1日   | 1907年10月9日          | ホセ・パルド・Y・ バルレダ               |
| 55  | カルロス・A・ウォッシュバーン・サラス                             | 1907年10月9日  | 1908年9月24日          | ホセ・パルド・Y・ バルレダ               |
| 56  | エウロギオ・ロメロ・I・サルセド                                   | 1908年9月24日  | 1909年6月8日           | アウグストB. レグイア・サルセド          |
| 57  | ラファエル・フェルナンデス・デ・ビジャヌ・エバ・コルテス          | 1909年6月8日   | 1910年3月14日          | アウグストB. レグイア・サルセド          |
| 58  | ハビエル・プラド・ウガルテチェ                                    | 1910年3月14日  | 1910年8月3日           | アウグストB. レグイア・サルセド          |
| 59  | ゲルマン・シュライバー・ワディントン （1回目）                    | 1910年8月3日   | 1910年11月3日          | アウグストB. レグイア・サルセド          |
| 60  | ホセ・サルバドール・カヴェロ・オバリエ                            | 1910年11月3日  | 1910年12月27日         | アウグストB. レグイア・サルセド          |
| 61  | ヘンリー・C・スティーブンソン・バサドレ                           | 1910年12月27日 | 1911年8月31日          | アウグストB. レグイア・サルセド          |
| 62  | アグスティン・ギジェルモ・カヴェロ・ガノザ                        | 1911年8月31日  | 1912年9月24日          | アウグストB. レグイア・サルセド          |
| 63  | エリヤ・マルパルティダ                                            | 1912年9月24日  | 1912年12月23日         | ギジェル・モビリングウルスト             |
| 64  | エンリケ・バレラ・ヴィダウルレ （1回目）                          | 1912年12月24日 | 1913年2月24日          | ギジェル・モビリングウルスト             |
| 65  | フェデリコ・ルナ・Y・ペラルタ                                     | 1913年2月24日  | 1913年6月17日          | ギジェル・モビリングウルスト             |
| 66  | アウレリオ・スーザマ・トゥーテ （1回目）                          | 1913年6月17日  | 1913年7月27日          | ギジェル・モビリングウルスト             |
| 64  | エンリケ・バレラ・ヴィダウルレ （2回目）                          | 1913年7月27日  | 1914年2月4日           | ギジェル・モビリングウルスト             |
| 65  | ペドロイー・ムニーズ・セビージャ                                  | 1914年5月16日  | 1914年8月1日           | オスカー・ベナビデス                     |
| 66  | マヌエル・メリトン・カルバハル                                    | 1914年8月1日   | 1914年8月2日           | オスカー・ベナビデス                     |
| 66  | アウレリオ・スーザマ・トゥーテ （2回目）                          | 1914年8月22日  | 1914年11月11日         | オスカー・ベナビデス                     |
| 59  | ゲルマン・シュライバー・ワディントン （2回目）                    | 1914年11月11日 | 1915年2月18日          | オスカー・ベナビデス                     |
| 67  | カルロス・アイザック・アブリル・ガリンド                          | 1915年2月18日  | 1915年9月24日          | ホセ・パルド・y ・バルレダ               |
| 64  | エンリケ・デ・ラ・リバ・アグエロ・Y・ロズ・コルスワレン （2回目） | 1915年9月24日  | 1917年7月27日          | ホセ・パルド・y ・バルレダ               |
| 68  | フランシスコ・トゥデラ・Y・バレラ                                 | 1917年7月27日  | 1918年12月18日         | ホセ・パルド・y ・バルレダ               |
| 69  | ゲルマン・アレナスス・ニガ （1回目）                              | 1918年12月18日 | 1919年4月26日          | ホセ・パルド・y ・バルレダ               |
| 70  | ファン・マヌエル・スロアガ                                        | 1919年4月26日  | 1919年7月4日           | ホセ・パルド・y ・バルレダ               |
| 71  | ゲルマン・マルティネス・レグイア・y・ジャケウェイ                 | 1919年7月4日   | 1922年10月7日          | アウグスト・B・レグイア・y・サルセド     |
| 72  | フリオ・エンリケ・エゴ・アギーレ                                  | 1922年10月7日  | 1924年10月12日         | アウグスト・B・レグイア・y・サルセド     |
| 73  | マグリナ・アレハンド                                              | 1924年10月12日 | 1926年12月7日          | アウグスト・B・レグイア・y・サルセド     |
| 74  | ペドロ・ガミオ・ホセ・ラダ                                        | 1926年12月7日  | 1929年10月12日         | アウグスト・B・レグイア・y・サルセド     |
| 75  | ヘロス・ベンジャミン・ワーマン                                    | 1929年10月12日 | 1930年8月23日          | アウグスト・B・レグイア・y・サルセド     |
| 76  | フェルナンド・サルミエント                                        | 1930年8月23日  | 1930年8月25日          | アウグスト・B・レグイア・y・サルセド     |
| 77  | ルイス・ミゲル・サンチェス・セロ                                  | 1930年8月25日  | 1930年11月24日         | マヌエル・マリア・ポンセ・ブロウスセット |
| 78  | アントニオ・ベインゴレガ                                          | 1931年3月1日   | 1930年11月24日         | ルイス・ミゲル・サンチェス・セロ         |
| 69  | ゲルマン・アレナスス・ニガ （2回目）                              | 1931年12月8日  | 1932年1月28日          | ルイス・ミゲル・サンチェス・セロ         |
| 79  | R・ラナッタ・フランシスコ・ラミレス                               | 1932年1月29日  | 1932年4月13日          | ルイス・ミゲル・サンチェス・セロ         |
| 80  | ルイス・アンヘル・フローレス                                      | 1932年4月13日  | 1932年5月20日          | ルイス・ミゲル・サンチェス・セロ         |
| 81  | リカルド・リヴァデネイラ・バルヌエヴォ                            | 1932年5月21日  | 1932年12月24日         | ルイス・ミゲル・サンチェス・セロ         |
| 82  | ホセ・マティアス・マンサニージャバリ・エントス                    | 1932年12月24日 | 1933年6月29日          | ルイス・ミゲル・サンチェス・セロ         |
| 82  | ホセ・マティアス・マンサニージャバリ・エントス                    | 1932年12月24日 | 1933年6月29日          | オスカー・ベナビデス                     |
| 83  | ホルヘ・プラド・y・ウガルテチェ                                   | 1933年6月29日  | 1933年11月24日         |                                          |
| 84  | ホセ・デ・ラ・リバ・アグエロ・Y・オスマ                           | 1933年11月24日 | 1934年5月18日          |                                          |
| 85  | アルベルト・レイ・デ・カストロ・Y・ロマーニャ （1回目）           | 1934年9月      | 1934年12月24日         |                                          |
| 86  | カルロス・アレナス・Y・ロアイザ                                   | 1934年5月      | 1935年12月24日         |                                          |
| 87  | マヌエルエステバンロドリゲス                                      | 1935年5月      | 1936年4月13日          |                                          |
| 88  | エルネスト・モンターニュ・マルクホルツ                            | 1936年12月8日  | 1939年4月12日          |                                          |
| 85  | アルベルト・レイ・デ・カストロ・y・ロマーニャ・ （2回目）         | 1939年4月12日  | 1939年12月8日          |                                          |
| 89  | アルフレド・ゾルフ・Y・ムロ                                       | 1939年12月8日  | 1944年12月3日          | マヌエル・プラド・イ・ウガルテチェ       |
| 90  | マヌエル・シスネロス・サンチェス （1回目）                        | 1944年12月3日  | 1945年7月28日          | マヌエル・プラド・イ・ウガルテチェ       |
| 91  | ラファエル・ベラウンデ・ディーツ・カンセコ                        | 1945年7月28日  | 1946年1月31日          | ホセ・ブスタマンテ・Y・リベロ            |
| 92  | フリオ・エルネスト・エスコベード・ポルトガル                      | 1946年1月31日  | 1947年1月12日          | ホセ・ブスタマンテ・Y・リベロ            |
| 93  | ホセ・R・アルザモラ・フレンウント                                 | 1947年1月12日  | 1947年10月30日         | ホセ・ブスタマンテ・Y・リベロ            |
| 94  | ロケ・アウグスト・サルディアス・マンイナット （1回目）            | 1948年2月27日  | 1948年6月17日          | ホセ・ブスタマンテ・Y・リベロ            |
| 95  | イグレシアスアルマンド・レヴォレド                                | 1948年6月17日  | 1948年10月29日         | ホセ・ブスタマンテ・Y・リベロ            |
| 96  | ゼノンノリエガ・アグエロ                                          | 1950年7月28日  | 1954年8月9日           | マヌエル・A・オドリア                    |
| 94  | ロケ・アウグスト・サルディアス・マンイナット （2回目）            | 8月9日1954     | 1956年7月28日          | マヌエル・A・オドリア                    |
| 90  | マヌエル・シスネロス・サンチェス （2回目）                        | 1956年7月28日  | 1958年6月9日           | マヌエル・プラド・イ・ウガルテチェ       |
| 97  | ルイス・ギャロポラス                                              | 1958年6月9日   | 1959年7月18日          | マヌエル・プラド・イ・ウガルテチェ       |
| 98  | ペドロ・ヘラルド・ベルトラン・エスパントソ                        | 1959年7月18日  | 1961年11月24日         | リカルド・ペレスゴドイ                   |
| 99  | カルロス・モレイラ・y パズ・ソルダン                              | 1961年11月24日 | 1962年7月18日          | リカルド・ペレスゴドイ                   |
| 100 | ニコラス・リンドレー・ロペス                                      | 1962年7月18日  | 1963年7月28日          | リカルド・ペレスゴドイ                   |
| 100 | ニコラス・リンドレー・ロペス                                      | 1962年7月18日  | 1963年7月28日          | ニコラス・リンドレー・ロペス             |
| 101 | ジュリコ・オスカー・トレレス・モンテス                            | 1963年7月28日  | 1963年12月31日         | フェルナンド・ベラウンデ・テリー         |
| 102 | フェルナンド・ロペス・シュワルブ・アルダナ （1回目）              | 1963年12月31日 | 1965年9月15日          | フェルナンド・ベラウンデ・テリー         |
| 103 | ダニエル・ベセラ・フラワー                                        | 1965年9月15日  | 1967年9月6日           | フェルナンド・ベラウンデ・テリー         |
| 104 | エドガルド・セオアネ・コラレス                                    | 1967年9月6日   | 1967年11月17日         | フェルナンド・ベラウンデ・テリー         |
| 105 | ラウル・フェレロ・レバグリアティ                                  | 1967年11月17日 | 1968年5月30日          | フェルナンド・ベラウンデ・テリー         |
| 106 | オズワルド・ガルシア・エルセルス                                  | 1968年5月30日  | 1968年10月2日          | フェルナンド・ベラウンデ・テリー         |
| 107 | ミゲル・ムジカ・ギャロ                                            | 1968年10月2日  | 1968年10月3日          | フェルナンド・ベラウンデ・テリー         |
| 108 | エルネスト・モンターニュ・サンチェス                              | 1968年10月3日  | 1973年1月31日          | フアン・ベラスコ・アルバラード           |
| 109 | ルイス・エドガルド・メルカド・ジャリン                            | 1973年1月31日  | 1975年2月1日           | フアン・ベラスコ・アルバラード           |
| 110 | フランシスコ・モラレス・ベルムデス                                | 1975年2月1日   | 1975年8月30日          | フアン・ベラスコ・アルバラード           |
| 111 | オスカー・バルガス・プリエト                                      | 1975年8月30日  | 1976年1月31日          | フランシスコ・モラレス・ベルムデス       |
| 112 | ホルヘ・フェルナンデス・マルドナドソラーリ                        | 1976年1月31日  | 1976年7月16日          | フランシスコ・モラレス・ベルムデス       |
| 113 | ギジェルモ・アルブツ・ガッリアーニ                                | 1976年7月17日  | 1978年1月30日          | フランシスコ・モラレス・ベルムデス       |
| 114 | ペロチア・オスカー・モリーナ                                      | 1978年1月30日  | 1979年1月31日          | フランシスコ・モラレス・ベルムデス       |
| 115 | ペドロ・リヒタープラダ                                            | 1979年1月31日  | 1980年7月28日          | フランシスコ・モラレス・ベルムデス       |
| 116 | マヌエル・ウリョア・エリアス                                      | 1980年7月28日  | 1983年1月3日           | フェルナンド・ベラウンデ・テリー         |
| 102 | フェルナンド・ロペス・シュワルブ・アルダナ （2回目）              | 1983年1月3日   | 1984年4月10日          | フェルナンド・ベラウンデ・テリー         |
| 117 | サンドロ・マリア・テギ・チアッペ                                  | 1984年4月10日  | 1984年10月12日         | フェルナンド・ベラウンデ・テリー         |
| 118 | チロ・ペロヴィッチ・ルイス・ロカ                                  | 1984年10月12日 | 1985年7月28日          | フェルナンド・ベラウンデ・テリー         |
| 119 | ルイス・アルバ・カストロ                                          | 1985年7月28日  | 1987年6月26日          | アラン・ガルシア・ペレス                 |
| 120 | ギジェルモ・ラルコ・コックス （1回目）                            | 1987年6月26日  | 1988年5月17日          | アラン・ガルシア・ペレス                 |
| 121 | アルマンド・ビジャヌ・エバデル・カンポ                            | 1988年5月17日  | 1989年5月15日          | アラン・ガルシア・ペレス                 |
| 122 | ルイス・アルベルト・サンチェス                                    | 1989年5月15日  | 1989年9月30日          | アラン・ガルシア・ペレス                 |
| 120 | ギジェルモ・ラルコ・コックス （2回目）                            | 1989年9月30日  | 1990年7月28日          | アラン・ガルシア・ペレス                 |
| 123 | フアン・カルロス・ウルタド・ミラー                                | 1990年7月28日  | 1991年2月15日          | アルベルト・フジモリ                     |
| 124 | カルロス・トーレス・y・トーレスララ                               | 1991年2月15日  | 1991年11月6日          | アルベルト・フジモリ                     |
| 125 | アルフォンソ・ペレス・デ・ロス・ヒーローズ・アルバ                | 1992年4月6日   | 1991年11月6日          | アルベルト・フジモリ                     |
| 126 | オスカー・デ・ラ・プエンテ・ライガダ                              | 1992年4月6日   | 1993年8月28日          | アルベルト・フジモリ                     |
| 127 | アルフォンソ・ブスタマンテ・y・ブスタマンテ                       | 1993年8月28日  | 1994年2月17日          | アルベルト・フジモリ                     |
| 128 | エフライン・ゴールデンバーグ                                      | 1994年2月17日  | 1995年7月28日          | アルベルト・フジモリ                     |
| 129 | ダンテ・ヴァホワイト                                              | 1995年7月28日  | 1996年4月3日           | アルベルト・フジモリ                     |
| 130 | アルベルト・パンドルフィ （1回目）                                | 1996年4月3日   | 1998年6月4日           | アルベルト・フジモリ                     |
| 131 | ハビエル・ヴァッレ・リエストラ                                    | 1998年6月4日   | 1998年8月21日          | アルベルト・フジモリ                     |
| 130 | アルベルト・パンドルフィ （2回目）                                | 1998年8月21日  | 1999年1月3日           | アルベルト・フジモリ                     |
| 132 | ビクター・ジョイウェイ                                            | 1999年1月3日   | 1999年10月10日         | アルベルト・フジモリ                     |
| 133 | アルベルト・ブスタマンテ・ベラウンデ                              | 1999年10月10日 | 2000年7月29日          | アルベルト・フジモリ                     |
| 134 | フェデリコ・サラス                                                | 2000年7月29日  | 2000年11月22日         | アルベルト・フジモリ                     |
| 135 | ハビエル・ペレス・デ・クエヤル                                    | 2000年11月22日 | 2001年7月28日          | バレンティン・パニアグア                 |
| 136 | ロベルト・サパタハイ                                              | 2001年7月28日  | 2002年7月12日          | アレハンドロ・トレド                     |
| 137 | ルイス・デ・ラ・フエンテ・ソラーリ                                | 2002年7月12日  | 2003年6月28日          | アレハンドロ・トレド                     |
| 138 | ベアトリス・メリノ                                                | 2003年6月28日  | 2003年12月15日         | アレハンドロ・トレド                     |
| 139 | カルロス・フェレーロ                                              | 2003年12月15日 | 2005年8月16日          | アレハンドロ・トレド                     |
| 140 | ペドロ・パブロ・クチンスキー                                      | 2005年8月16日  | 2006年7月28日          | アレハンドロ・トレド                     |
| 141 | ホルヘ・デル・カスティーリョ・ガルベス                            | 2006年7月28日  | 2008年10月14日         | アラン・ガルシア・ペレス                 |
| 142 | イェフ・ダサイモン                                                | 2008年10月11日 | 2009年7月14日          | アラン・ガルシア・ペレス                 |
| 143 | ハビエル・ベラスケス                                              | 2009年7月11日  | 2010年9月14日          | アラン・ガルシア・ペレス                 |
| 144 | ホセ・アントニオ・チャン                                          | 2010年9月14日  | 2011年3月18日          | アラン・ガルシア・ペレス                 |
| 145 | ロザリオ・フェルナンデス                                          | 2011年3月19日  | 2011年7月28日          | アラン・ガルシア・ペレス                 |
| 146 | サロモン・ラーナー・ギティス                                      | 2011年7月11日  | 2011年12月28日         | オジャンタ・ウマラ                       |
| 147 | オスカー・バルデス                                                | 2011年12月11日 | 2012年7月23日          | オジャンタ・ウマラ                       |
| 148 | フアン・ヒメネス・マヨル                                          | 2012年7月23日  | 2013年10月31日         | オジャンタ・ウマラ                       |
| 149 | セザー・ヴィジャヌエヴァ（1回目）                                 | 2013年10月31日 | 2014年2月24日          | オジャンタ・ウマラ                       |
| 150 | ルネ・コルネホ                                                    | 2014年2月24日  | 2014年7月22日          | オジャンタ・ウマラ                       |
| 151 | アナ・ハラ                                                        | 2014年7月22日  | 2015年4月2日           | オジャンタ・ウマラ                       |
| 152 | ペドロ・カテリアーノ                                              | 2015年4月2日   | 2016年7月28日          | オジャンタ・ウマラ                       |
| 153 | フェルナンド・サバラ                                              | 2016年7月28日  | 2017年9月17日          | ペドロ・パブロ・クチンスキ               |
| 154 | メルセデス・アラオス                                              | 2017年9月17日  | 2018年4月2日           | ペドロ・パブロ・クチンスキ               |
| 155 | セザー・ヴィジャヌエヴァ（2回目）                                 | 2018年4月2日   | 2019年3月11日          | マルティン・ビスカラ                     |
| 156 | サルバドール・デル・ソーラー                                      | 2019年3月11日  | 2019年9月30日          | マルティン・ビスカラ                     |
| 157 | ビセンテ・セバジョス                                              | 2019年9月30日  | 2020年7月15日          | マルティン・ビスカラ                     |
| 158 | ペドロ・カテリアーノ                                              | 2020年7月15日  | 2020年8月6日           | マルティン・ビスカラ                     |
| 159 | ウォルター・マルトス                                              | 2020年8月6日   | 2020年11月9日          | マルティン・ビスカラ                     |
| 160 | アンテロ・フローレス・アラオス                                    | 2020年11月11日 | 2020年11月15日         | マヌエル・メリーノ（暫定）               |
| 161 | ヴィオレタ・ベルムデス                                            | 2020年11月18日 | 2021年7月29日          | フランシスコ・サガスティ（暫定）         |
| 162 | グイド・ベリド                                                    | 2021年7月29日  | 2021年10月6日          | ペドロ・カスティジョ                     |
| 163 | ミルタ・バスケス                                                  | 2021年10月6日  | 2022年2月1日           | ペドロ・カスティジョ                     |
| 164 | エクトル・バレ                                                    | 2022年2月1日   | 2022年2月8日           | ペドロ・カスティジョ                     |
| 165 | アニバル・トーレス                                                | 2022年2月8日   | 2022年11月24日         | ペドロ・カスティジョ                     |
| 166 | ベッツィー・チャベス                                              | 2022年11月25日 | 2022年12月10日         | ペドロ・カスティジョ                     |
| 167 | ペドロ・アングロ                                                  | 2022年12月10日 | 2022年12月21日         | ディナ・ボルアルテ                       |
| 168 | アルベルト・オタロラ                                              | 2022年12月21日 | 2024年3月5日           | ディナ・ボルアルテ                       |
| 169 | グスタボ・アドリアンセン                                          | 2024年3月6日   | 2025年5月14日          | ディナ・ボルアルテ                       |
| 170 | エドゥアルド・アラナ                                              | 2025年5月14日  | （現職）               | ディナ・ボルアルテ                       |